# Anisodactylus harrisi
Anisodactylus harrisi är en skalbaggsart som beskrevs av Leconte 1863. Anisodactylus harrisi ingår i släktet Anisodactylus och familjen jordlöpare. Inga underarter finns listade i Catalogue of Life.